# Suva planina

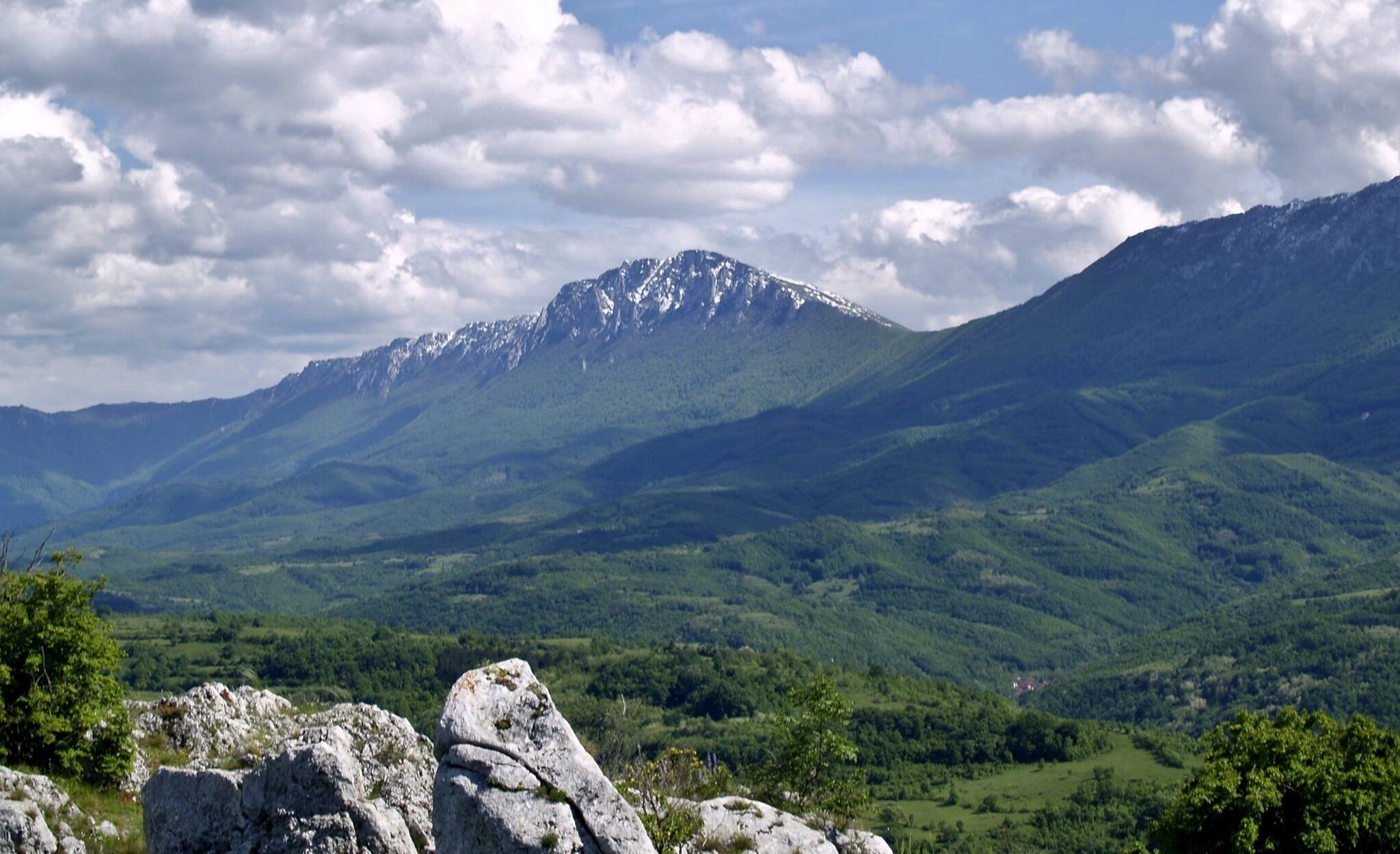
Pohled na Suvou planinu z vrcholu Radovanski kamen.

Suva planina (v srbské cyrilici Сува планина, doslova Suchá hora/masiv) je pohoří v jihovýchodním Srbsku s délkou 45 km a šírkou 15 km. V geologickém a zeměpisném smyslu přísluší Karpatsko-balkánské skupině pohoří na samé hranici Srbsko-makedonského masivu. Rozkládá se v severozápado-jihovýchodním směru v nadmořské výšce od 250 m do 1810 m. Začíná východně od města Niška Banja a končí jihozápadně od obce Babušnica v Lužnické kotlině, kudy protéká řeka Lužnica.
Ze severozápadní a severní strany ji vymezuje řeka Nišava (okolo které se formuje Belopalanská, Ostrvičská a Nišská kotlina), z východní strany Koritničská kotlina a z jihovýchodní a jižní strany řeka Lužnica. Na západě pohoří přechází do Zaplanjské kotliny. Z většiny stran přechází do otevřené krajiny pozvolna, s výjimkou údolí řek, kde se nacházejí strmé svahy až skalné stěny. Pohoří je velmi nápadné i z velké dálky. 
Administrativně je pohoří Suva planina součástí území opštin Niška Banja, Gadžin Han, Bela Palanka, Babušnica a Vlasotince. 
Pohoří tvoří celá řada krasových formací, sedimentů různého stáří, nachází se zde reliktní fauna a flóra a unikátní ekosystém. Zastoupeno je zde 1261 druhů rostlin, z nichž je 128 endemických. V současné době se zde nachází přírodní rezervace, která byla vyhlášena na ploše 31 860 ha území.